# Татарбунары
Татарбунары (укр. Татарбунари) — город в Белгород-Днестровском районе Одесской области Украины, административный центр Татарбунарской городской общины. До 2020 года был центром Татарбунарского района, будучи городом районного значения.

## География
Расположен на правом берегу реки Когильник близ впадения её в озеро Сасик. Также через город протекает приток Когильника Кагач.

## Население
По данным переписи 2001 года, украинцы составляли 81,50 % населения города, русские — 6,66 %, болгары — 5,47 %, молдаване — 3,82 %.

### Языковой состав
Родной язык населения по данным переписи 2001 года:
| Язык       | Численность, чел. | Доля     |
| ---------- | ----------------- | -------- |
| Украинский | 9 090             | 84,64 %  |
| Русский    | 843               | 7,85 %   |
| Болгарский | 385               | 3,58 %   |
| Молдавский | 263               | 2,45 %   |
| Другое     | 159               | 1,48 %   |
| Итого      | 10 740            | 100,00 % |

Украинский язык является основным и единственным официальным языком города.
По данным Государственной службы статистики Украины в 2023/24 учебном году из 262 998 учащихся в учреждениях общего среднего образования в Одесской области 261 228 (99,33 %) обучались в украиноязычных классах, 1 335 (0,51 %) — в молдавоязычных, 400 (0,15 %) — в румыноязычных, 35 (0,01 %) — в болгароязычных. В украиноязычных классах учились все ученики в городской местности.

## История

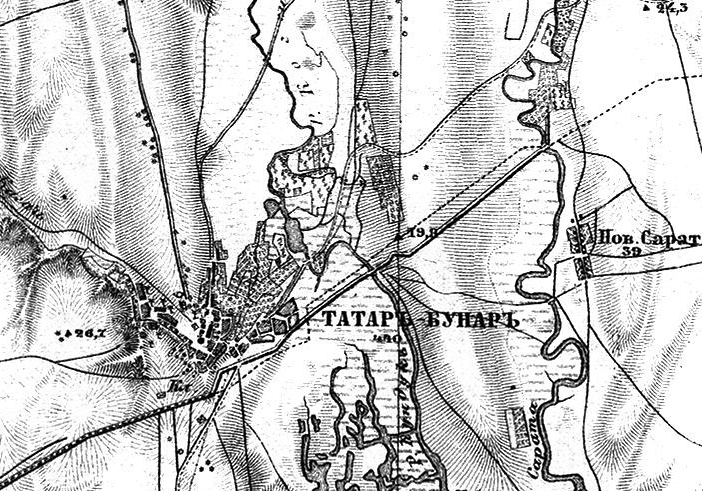
Татар-Бунар. Фрагмент карты работы Ф. Ф. Шуберта 1860-90 гг.

Название Татар-Бунар буквально означает «татарский колодец» (родник, источник, ключ, фонтан), о нём писал ещё Дмитрий Кантемир в 1712—1716 годах. Источник вытекал из-под холма, на котором лежали руины древней крепости.
Относительно происхождения этих самых руин единого мнения не было. Немецкий географ Иоганн Тунманн полагал, что Татар-Бунар был прежней резиденциею «команских князей» (то есть половецких ханов) и назывался Карабуна, П. Свиньин утверждает, что Татар-Бунар есть остаток небольших каменных замков, построенных генуэзцами во время владения их берегами Чёрного моря, некоторые считают основателями города буджакских татар и турок. Нынешнее же название Татарбунары получили в XVI веке, когда крымские татары захватили это селенье, обратив его в складочное место приобретаемой в набегах добычи. Татарбунары неоднократно подвергались разорениям. Близ города оканчивается нижний Траянов вал и сохранились остатки небольшого древнего земляного укрепления.
Турецкий путешественник и этнограф Эвлия Челеби, побывавший в Причерноморье в 1656—1666 годах, свидетельствует о том, что крепость заново отстроил в 1646 году капудан-паша Кенан-паша. Кадий крепости входил в Очаковский вилайет Силистры. Цитадель представляла собой четырёхугольник с высокими башнями по углам, окружностью в тысячу шагов. Она имела одни ворота, открывающиеся в южную сторону, а по четырём её углам стояли четыре башни. В крепости, по словам Челеби, есть мечеть, зерновой склад, небольшие удобные помещения для гарнизонов в 150 воинов. Другие жилые постройки расположены в примыкающем посаде, где имеется двести крытых камышовыми плетёнками домов бедного люда, постоялый двор, одна грязная баня, виноградники и сады. Здешний правитель взимал таможенную и рыночную пошлины за проводимые караваны и невольников.
22 сентября 1770 года крепость Татар-Бунар была взята российскими войсками под командованием полковника Денисова, затем Татарбунары были возвращены Оттоманской Порте, а вновь присоединены согласно Бухарестскому трактату в результате кампании 1806—1812 годах. В сентябре 1807 года в Татарбунарах некоторое время находилась резиденция кошевого Задунайской Сечи. К концу XVIII столетия в здешнем посаде проживали уже не только буджакские татары и молдаване, но и беглые украинские и русские крестьяне, солдаты, казаки. В 1810 году была построена церковь. В 1885 году открылась церковно-приходская школа с мужским и женским отделениями.

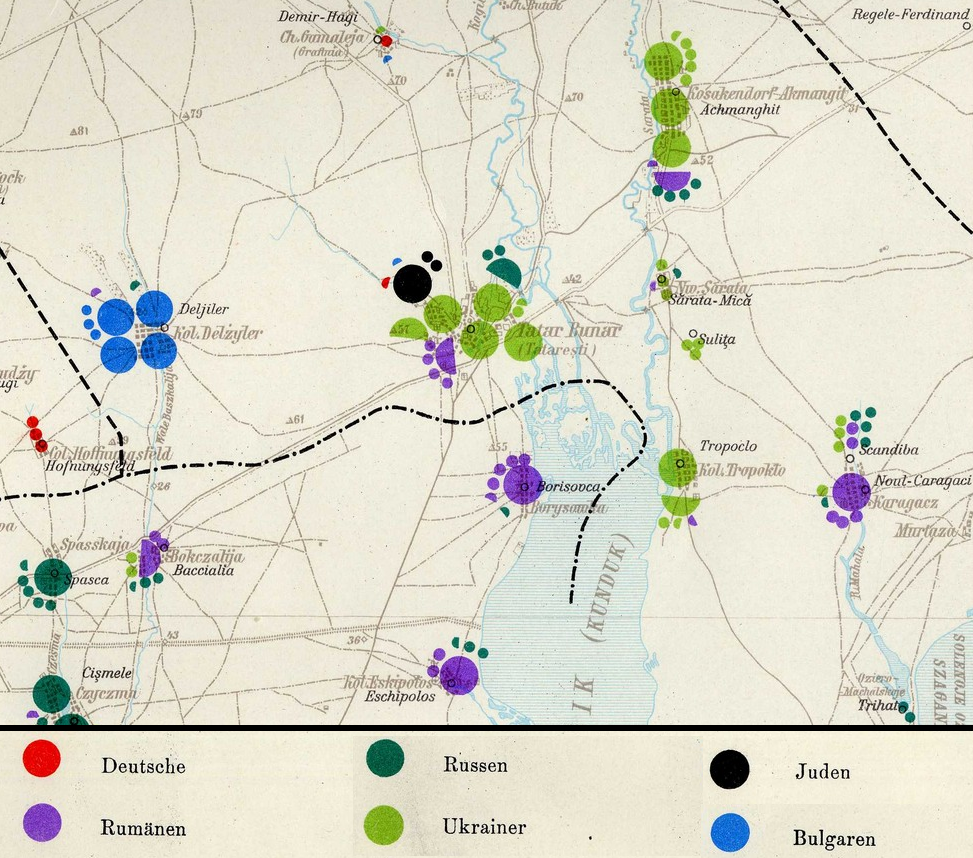
Этнический состав Татарбунар и окрестностей. Немецкая карта 1930 года.

В 1816 году в селении Татар-Бунар постоянно проживало 78 семей — всего 365 человек. В 1818-м число жителей увеличилось до 901. Большая часть семей владела каменными домостроениями. В первую очередь возводились казённые здания и сооружения. Как свидетельствуют надежные первоисточники, первопоселенцы строили дома из плитчатого известняка, разбирая остатки татарских строений и древнюю крепость, которую окончательно растащили в 1816 году. Пощадили они только старинную восточную баню, которую впоследствии «перепрофилировали» в водяную мельницу. С руинами этой бани связано местное предание — специфическая вариация крымской легенды о Марии Потоцкой. В этом нет ничего удивительного, если учесть, что буджакские татары переселились из пределов Крымского ханства.
В 1822 году в городе жило: 66 семей украинцев и русских, 41 семья румын, 9 семей молдаван, 7 семей евреев из Польши — всего 123 семьи. За городом числилось 8579 десятин земли, в том числе 5930 десятин пахотной и сенокосов. В среднем, на семью приходилось по 48 десятин. В середине XIX в. численность жителей увеличилась вдвое. Хлебопашество и скотоводство являлись главными отраслями экономики Татарбунар. С 1827 по 1848 гг. поголовье крупного скота возросло с 960 до 1,5 тыс. голов, овец — с 2,3 до 5 тыс. Зерновое хозяйство, виноградарство и скотоводство носили товарный характер. В 50-х годах XIX в. татарбунарские каменоломни относились к крупному промыслу. Кустарное производство в Татарбунарах в первой половине XIX в. составляло: 1 кузнец, 8 сапожников, 9 овчинников и 4 портных, имелось 6 ветряных и 2 водяные мельницы. В центре города располагались церковь и здание волостного совета; вокруг базара — 16 лавок, 2 питейных дома и 2 винных погреба. Во второй половине XIX в. в городе насчитывалось — 2 водяные и 18 ветряных мельниц, 3 бочарные и свечная мастерская, кожевенный и кирпичный заводы, 2 маслобойни. В 1870 г. открылась суконная фабрика Д. Изера. В 1869 году согласно «Правилам» о поземельном устройстве государственных крестьян, им принадлежало по 7,9 десятин земли на душу. В среднем на каждую семью приходилось по 19 десятин. В 1870 году был открыт санитарный участок, обслуживалось население двух волостей — 8647 человек. В 1878 году в Татарбунарах открылось двухклассное мужское училище, в следующем — одноклассное женское; в 1885 — церковно-приходская школа с мужским и женским отделениями, в 1890 — школа грамоты при церкви. К началу Первой мировой войны население Татарбунар составляло 6227 жителей.

## Татарбунары и Пушкин

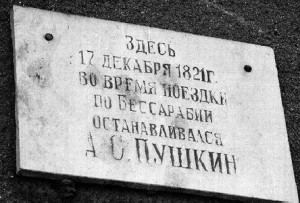
Памятная табличка по ул. Ивана Кожедуба, 2

Несколько часов провел Пушкин в Татарбунарах, сопровождая И. П. Липранди в его служебной поездке по Буджаку.
«В Татар-Бунар мы приехали с рассветом, — вспоминает Липранди, — и остановились отдохнуть и пообедать. Пока нам варили курицу, я ходил к фонтану, а Пушкин что-то писал, по обычаю — на маленьких лоскутках бумаги, и как ни попало складывал их по карманам, вынимал опять, просматривал и т. д. Я его не спрашивал, что он записывает, а он, зная, что я не знаток стихов, ничего не говорил. Помню очень хорошо, что он жалел, что не захватил с собой какого-то тома Овидия…». Пушкин писал черновые варианты «К Овидию»; в Татарбунарах он побывал 17 декабря 1821 года, а беловой текст появился сразу по возвращении в Кишинёв — 26 декабря. Да, поэт определенно знал, «что Овидий не мог быть сослан Августом на левый берег Дуная», однако утвердившиеся в Аккермане и в целом в Приднестровье легенды не оставили его равнодушным и как-то вдохновили к медитированию на заданную тему.
Пушкин и Липранди прибыли в небольшой, но уже вполне состоявшийся и пристойный по тем временам городок. Важно то, что Пушкин видел и развалины бани, и «фонтан», скорее всего знал татарбунарскую и аккерманскую версии упомянутой легенды.

## Татарбунарское восстание

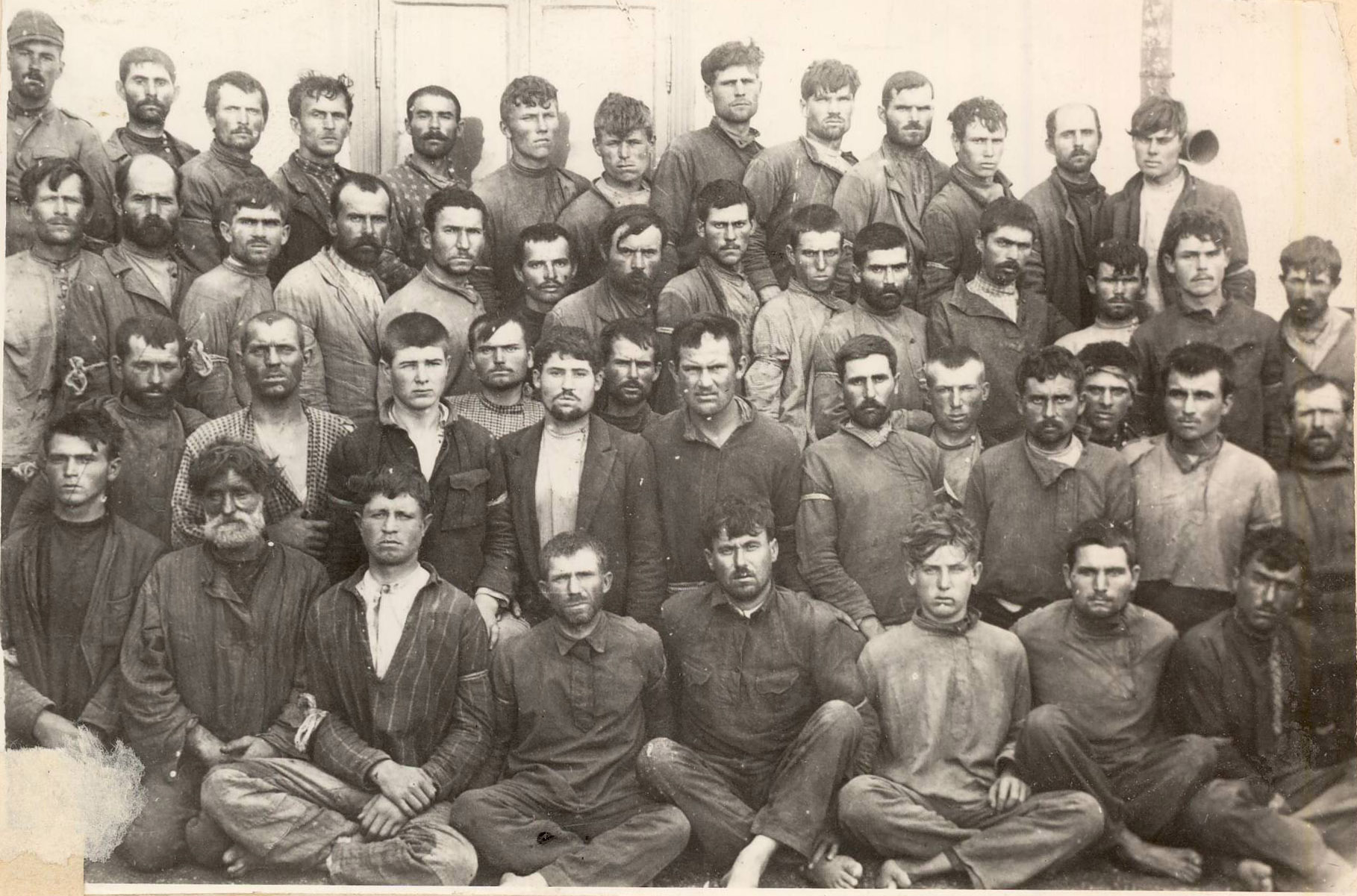
Группа татарбунарских повстанцев. Сентябрь 1924 год.

15 сентября 1924 года, на юге Бессарабии, в селе (на данный момент город) Татарбунары началось крестьянское восстание. Между 1918 и 1940 годами это было самое крупное выступление против притеснений со стороны руководства Румынии.
Свои голоса в память погибших и в защиту осуждённых отдали Михаил Садовяну и П. Константинеску-Яшь, Максим Горький и Анри Барбюс, Бернард Шоу и Альберт Эйнштейн, Теодор Драйзер и Ромен Роллан, Томас Манн, Луи Арагон и многие другие представители науки и культуры. В результате этого решить судьбу татарбунарцев не удалось. Большинство арестованных были отпущены на свободу. Сроки, от пяти лет до пожизненного заключения, получили 85 обвиняемых. Вдобавок ко всем издевательствам, с них ещё стребовали немалую сумму судебных издержек.
События Татарбунарского восстания положены в основу сюжета в фильме режиссёра Николая Гибу «Гнев» («Бессарабская трагедия»). Восстание увековечили в своих картинах с одноимённым названием «Татарбунарское восстание» молдавские живописцы Михаил Греку и Сергей Осиченко. В 1976 году за поэму «Татарбунар» о Татарбунарском восстании удостоен Государственной премии Молдавской ССР поэт Богдан Истру.

## Известные личности
- Шико Аранов — джазист, композитор, руководитель биг-бэнда.
- Павел Берков — советский литературовед, библиограф, книговед, источниковед, историк литературы.
- Гончаренко Евгений Иванович (1921—1979) — украинский медик, доктор медицинских наук, профессор.
- Александр Павловский — гражданский инженер, архитектор, проректор Петербургского Института гражданских инженеров, Член Петербургского общества архитекторов
- Василий Тур — Герой Социалистического Труда, организатор колхозного производства, председатель ордена Ленина колхоза им. Татарбунарского восстания Татарбунарского района Одесской области Украинской ССР.